# Agnes Geijer
Agnes Teresa Geijer, född 26 oktober 1898 i Uppsala, död 17 juli 1989 i Stockholm, var en svensk textilhistoriker och arkeolog. Hon var dotter till Karl Reinhold Geijer.
Geijer disputerade 1938 vid Uppsala universitet på en avhandling om textilfynden från Birkas gravar. Från 1930 var hon chef för textilateljén Pietas i Stockholm, vilken hade grundats av hennes moster Agnes Branting. År 1949 övertogs verksamheten av staten och införlivades med Riksantikvarieämbetet. År 1954 utsågs Agnes Geijer till vicepresident för Centre international d'etudes des textiles anciens i Lyon. 
Hon invaldes som korresponderande ledamot av Vitterhetsakademien 1967. Hon blev ledamot av Nordstjärneorden 1957.
Agnes Geijer ligger begravd på Uppsala gamla kyrkogård.